# Грозовой перевал (фильм, 2011)
«Грозово́й перева́л» (англ. Wuthering Heights) — артхаусная экранизация первой половины романа Эмили Бронте «Грозовой перевал», которая была снята в Северном Йоркшире британским режиссёром Андреа Арнольд осенью 2010 года и вышла в прокат год спустя.

## Сюжет
Северный Йоркшир, конец XVIII века. Как-то вечером мистер Эрншо привозит на свой хутор «Грозовой перевал» темнокожего мальчика, которому даёт имя Хитклифф. Этого беглеца с плантаций Вест-Индии он нашёл бродяжничающим на улицах портового Ливерпуля. Хотя Эрншо хочет сделать Хитклиффа членом своей семьи, на пути его замысла встают расовые предрассудки окружающих и дикий нрав своевольного юноши. Всё свободное время нелюдим проводит на вересковых пустошах в компании дочери Эрншо, Кэтрин. Однако их сближение не входит в планы молодого садиста Хиндли, который должен унаследовать «Грозовой перевал» после скорой смерти отца…
Череда унижений и разочарований превращает Хитклиффа в нового Калибана, обуреваемого желанием отомстить жестокому миру белых.

## Актёрский состав
- Пол Хилтон[англ.] — мистер Эрншо
- Джеймс Хоусон — Хитклифф
  - Соломон Глейв — юный Хитклифф
- Кая Скоделарио — Кэтрин Эрншо
  - Шеннон Бир — юная Кэтрин Эрншо
- Джеймс Норткот — Эдгар Линтон
- Симона Джексон — Эллен Дин
- Никола Бёрли — Изабелла Линтон
- Оливер Милбёрн — мистер Линтон
- Эми Рен — Фрэнсис Эрншо
- Стив Иветс[англ.] — Джозеф

## Кастинг
Изначально фильм должен был снимать Джон Мэйбери, однако его заменил сначала Питер Уэббер, а потом (в декабре 2009) Андреа Арнольд. В предыдущем её фильме «Аквариум» в главной роли был занят Майкл Фассбендер, который также рассматривался как кандидат на роль Хитклиффа. Незадолго до начала съемок его заменили на Эда Вествика. Другим потенциальным кандидатом был Генри Кэвелл.
Изначально роль Кэтрин Эрншо предназначали Натали Портман или Джессике Альбе. Также этой ролью интересовалась Линдси Лохан. После того, как Портман покинула проект, на главную женскую роль претендовали Эбби Корниш и Джемма Артертон.
На роль Хитклиффа режиссёр Андреа Арнольд хотела взять актёра цыганской внешности, однако цыганская община Англии не смогла подобрать актёра, который соответствовал бы её требованиям. После этого Арнольд открыла прослушивание для актёров в возрасте от 16 до 21 года из Йоркшира, смешанной расы, или же выходцев из Индии, Пакистана, Бангладеш и Ближнего Востока. В итоге роль отошла к темнокожему дебютанту Джеймсу Хоусону из Йоркшира. В фильме его голос дублирует другой актёр.

## Сценарий

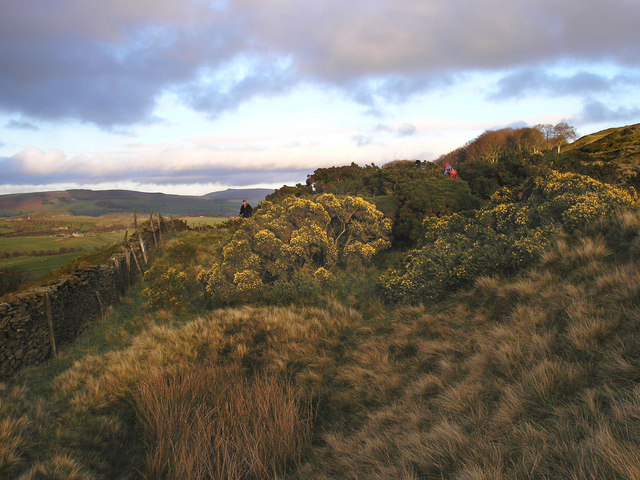
Пустошь на севере Йоркшира

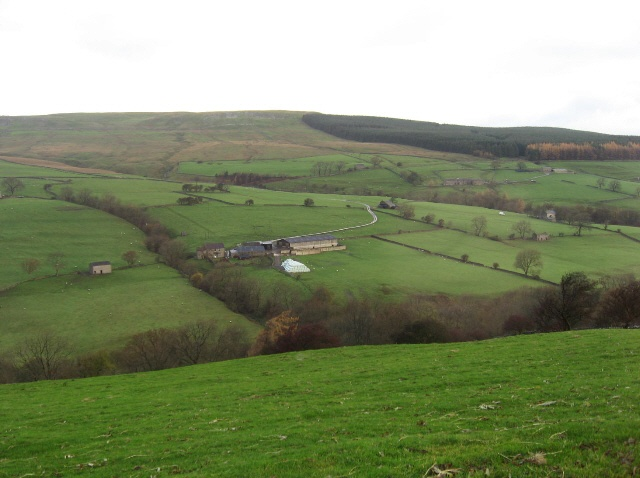
Типичный йоркширский пейзаж

Вторая часть романа (с примирительным финалом) не нашла отражения в фильме Арнольд. В центр внимания помещены события детства Хитклиффа и Кэтрин, которые в прочих экранизациях излагаются довольно пунктирно. Режиссёр называет их эмоциональным зерном, из которого произрастает всё последующее развитие сюжета.
В книге события излагаются двумя повествователями — арендатором Локвудом и экономкой Нелли Дин. В фильме первый не появляется вообще, а участие Нелли сведено к минимуму. Все события показаны глазами самого Хитклиффа — вечного изгоя, который завистливо впивается взглядом в слабо освещённые окна коттеджей на пустоши. Выбор на эту роль чернокожего актёра позволяет вывести на первый план актуальную в начале XXI века тему расовой нетерпимости, которая была притушёвана в более ранних экранизациях романа.

## Режиссура
Фильм выдержан в той же манере «пролетарского» социального реализма с использованием подвижной ручной камеры, которая принесла известность режиссёру Андреа Арнольд. Диалоги и всякого рода «литературщина» сведены к минимуму, зато введена ненормативная лексика с заметным йоркширским акцентом. Камера то и дело останавливается на мотыльках и птицах, как бы подчёркивая фундаментальное единство людей и животных в условиях бесприютной, ненастной природы.

Подлинность, достоверность взгляда дана резкостью оптики, крупностью плана, скрупулёзной — буквально, до мельчайшего камушка — четкостью и ясностью картинки, въедливой «нацарапанностью» деталей, что на фоне прозрачного холодного воздуха дает физическое ощущение неотразимой реальности.— Лилия Шитенбург, «Сеанс»

## Звуковая дорожка
Для усиления достоверности Андреа Арнольд по своему обыкновению отказалась от традиционной в таких случаях закадровой музыки, если не считать песню группы Mumford & Sons, которая звучит в конце фильма. «Завыванье ветра, пенье птиц, лаянье собак, дождь, стук ставен, шёпот листвы, треск насекомых и скрип деревьев сливаются в великой симфонии природы», — пишет про звуковой ряд картины Филипп Френч из британского издания Observer. Другой критик иронизирует: «Если вам случалось оказаться застигнутым ураганом без заглушек в ушах, вы уже слышали саундтрек к этому фильму».

## Премьера и прокат
Мировая премьера фильма состоялась 6 сентября 2011 в конкурсе Венецианского фестиваля, североамериканская — на фестивале в Торонто. Новая версия «Грозового перевала» была с энтузиазмом воспринята критиками и удостоилась венецианского приза «Озелла» за лучшую операторскую работу. В британский прокат фильм вышел 11 ноября 2011 года. Премьера в России состоялась 8 марта 2012 года. Прокатные перспективы в США остаются неясными.

## Награды и номинации
Полный перечень наград и номинаций — на сайте IMDB
| Премия                                            | Категория                                       | Имя                       | Результат |
| ------------------------------------------------- | ----------------------------------------------- | ------------------------- | --------- |
| Camerimage 2011 г.                                | Бронзовая лягушка за лучшую операторскую работу | Робби Райан               | Победа    |
| Международный кинофестиваль в Вальядолиде 2011 г. | Лучшая операторская работа                      | Робби Райан               | Победа    |
| Международный кинофестиваль в Вальядолиде 2011 г. | Поощрительная премия                            | Шеннон Бир, Соломон Глейв | Победа    |
| Венецианский кинофестиваль 2011 г.                | Osella, выдающиеся технические достижения       | Робби Райан               | Победа    |
| Венецианский кинофестиваль 2011 г.                | Золотой лев                                     | Андреа Арнольд            | Номинация |
| Evening Standard British Film Awards 2012 г.      | Выдающиеся технические достижения               | Робби Райан               | Победа    |
| Irish Film & Television Awards 2012 г.            | Лучший оператор фильма, телефильма              | Робби Райан               | Номинация |
| Премия Лондонского кружка кинокритиков 2012 г.    | Лучшее британское техническое достижение года   | Робби Райан               | Номинация |

## Отзывы в прессе
Кинопресса приняла фильм благосклонно. Журнал Sight & Sound написал, что его создатели блистательно вдохнули новую жизнь в замусоленные страницы классического романа. На страницах журнала TIME Мэри Корлисс одобрила то, как персонажи, трактуемые обычно в героическом ключе, были переосмыслены в качестве пленников Судьбы и пешек в руках безжалостной Природы. Завывание ветра и сырая погода — не менее важные действующие лица этого рассказа, чем затерянные на фоне бескрайних пейзажей люди. 
Это не вылизанное и аккуратное костюмное кино про любовь, какими были «Грозовые перевалы» с Лоренсом Оливье, Тимоти Далтоном или Рэйфом Файнсом, а дикое, мрачное, энергичное и при этом аутичное зрелище: почти reality-show, репортаж с места событий. Возможно, Арнольд всё выдумала и герои Бронте жили в более уютном мире, знакомом нам по классическим иллюстрациям XIX века, но эта вселенная куда убедительнее.
По мнению Андрея Плахова, актёры в этом фильме — лишь пешки, исполняющие замысел режиссёра и оператора, создавших на экране «броуновское движение стихий», сумев перевести прозу в разряд поэзии при помощи чисто кинематографических приёмов, а не слов или музыки. «Получилась визуальная поэма с мощным монтажным саспенсом и пронизывающим её грозовым электричеством», — резюмирует российский кинокритик.
Обозреватель The Guardian Питер Брэдшоу заявил, что никак не ожидал испытать от экранизации общеизвестного романа шок чего-то принципиального нового. Он увидел в фильме Арнольд «попытку воссоздать нечто такое, что могло предшествовать написанию книги, её реальную основу, необработанную последовательность непроговорённых событий, которые позднее были облагорожены и отточены в один из перлов литературы». Российский журнал «Сеанс» вынес следующий вердикт: «Это увиденный дикарем жестокий и яростный мир, не ведающий разделения на добро и зло, мир до грехопадения».
Многие рецензенты, однако, сетуют, что воссоединение влюблённых исполнено несколько тяжеловесно и вторая часть фильма с шокирующим некрофильским душком несопоставима по эмоциональной силе с первой. Питер Брэдшоу относит к недостаткам фильма то, что главных героев в юности и в молодости изображают разные актёры, что производит впечатление некоторой искусственности, которое плохо вяжется с гиперреализмом фильма в целом.